# Keira Knightley
Keira Christina Knightley OBE (* 26. März 1985 in London) ist eine britische Schauspielerin. Ihren Durchbruch hatte sie 2002 mit dem britischen Fußballfilm Kick It Like Beckham. Danach erlangte sie in der Rolle der Gouverneurstochter Elizabeth Swann in Fluch der Karibik internationale Bekanntheit.

## Leben

### Herkunft und Familie
Keira Knightley wurde am 26. März 1985 im Südwesten Londons im Stadtteil Teddington geboren. Sie ist die Tochter des englischen Schauspielers Will Knightley und der schottischen Schriftstellerin und Bühnenautorin Sharman Macdonald und hat einen älteren Bruder (* 1979). Sie wurde nach der russischen Eiskunstläuferin Kira Walentinowna Iwanowa benannt, von der ihr Vater schwärmte. Allerdings unterlief ihrer Mutter beim Ausfüllen der Geburtsurkunde ein Buchstabierfehler, wodurch Keira Knightley ihren ungewöhnlichen Vornamen erhielt.

### Privates
Von 2003 bis 2005 war der nordirische Schauspieler Jamie Dornan Knightleys Lebensgefährte, davor war sie mit dem irischen Schauspieler Del Synnott (Gwyn – Prinzessin der Diebe) liiert gewesen. Von 2006 bis Ende 2010 war sie mit dem Schauspielkollegen Rupert Friend liiert, den sie bei den Dreharbeiten zu Stolz und Vorurteil kennengelernt hatte.
Am 4. Mai 2013 heiratete Keira Knightley James Righton, den Sänger und Keyboarder der Klaxons, im französischen Mazan. Im Mai 2015 wurde in London ihre erste Tochter geboren, im September 2019 folgte ihre zweite Tochter. Die Familie lebt im Londoner Stadtbezirk Islington.

## Karriere

### Frühe Jahre und Durchbruch
Im Jahr 1992 verbrachte Knightley ihre Sommerferien als Balletttänzerin auf der Bühne. Die ersten Nebenrollen erhielt sie 1993 in der Fernsehserie A Royal Celebration und 1994 in dem Drama Eine unerhörte Affäre. Das deutsche Fernsehpublikum bekam sie erstmals 1998 in der Rosamunde-Pilcher-Verfilmung Heimkehr zu sehen. Ein Jahr später hatte sie einen kleinen Auftritt als Doppelgängerin von Natalie Portman in Star Wars: Episode I – Die dunkle Bedrohung. 2001 war sie in dem Thriller The Hole zu sehen. Der Durchbruch gelang Knightley 2002 mit dem britischen Überraschungserfolg Kick It Like Beckham. Mit siebzehn Jahren übernahm sie in der Neuverfilmung von Boris Pasternaks Roman Doktor Schiwago eine Hauptrolle: Sie verkörperte Lara Antipowa, die Geliebte des von Hans Matheson dargestellten Titelhelden.
Sie spielte 2003 neben Johnny Depp und Orlando Bloom eine der Hauptrollen, die Gouverneurstochter Elizabeth Swann, in dem Film Fluch der Karibik. Diese verkörperte sie erneut in Pirates of the Caribbean – Fluch der Karibik 2 von 2006 und im dritten Teil Pirates of the Caribbean – Am Ende der Welt von 2007. Am vierten Teil der Reihe war sie nicht mehr beteiligt. Sie war 2017 in einem kleinen Auftritt im fünften Film Pirates of the Caribbean – Salazars Rache erneut als Elizabeth Swann zu sehen, jedoch ohne Text.

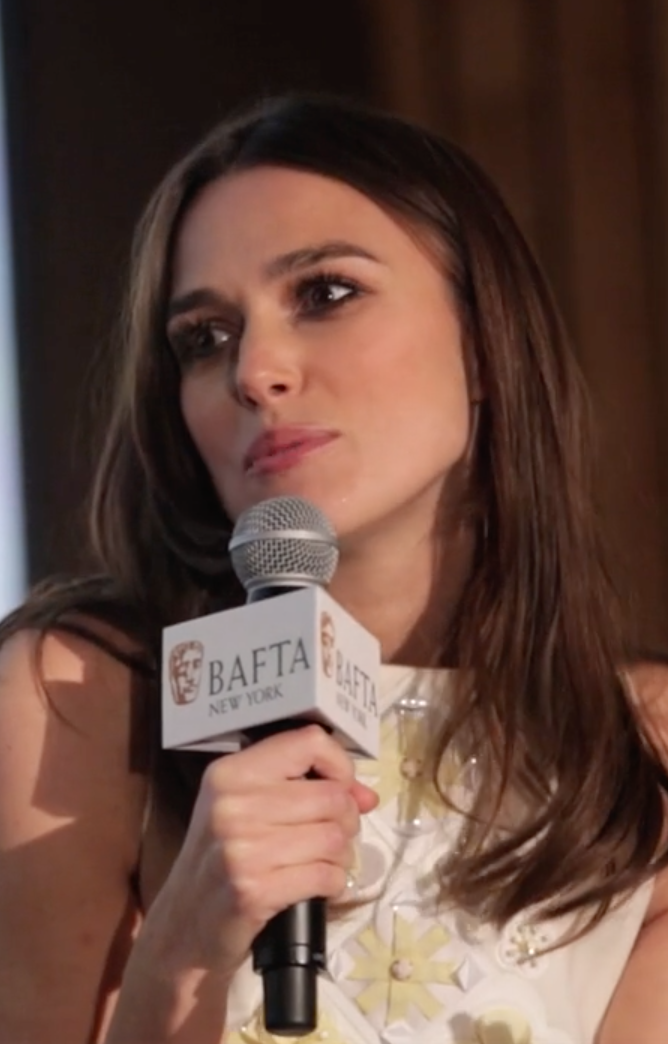
Keira Knightley im Jahr 2015

### Weitere Karriere
Ende 2003 war Knightley in Tatsächlich… Liebe als Braut von Chiwetel Ejiofor zu sehen. 2004 spielte sie in King Arthur die Lady Guinevere. Mit Stolz und Vorurteil trat Knightley in einem weiteren Kostümfilm auf. In der Verfilmung des Romans von Jane Austen spielte sie die Elizabeth Bennet, die sich zunächst gegen ihren Verehrer Mr. Darcy sträubt. Für diese Rolle erhielt sie eine Oscar-Nominierung. 2007 war sie in Joe Wrights Drama Abbitte nach dem gleichnamigen Roman von Ian McEwan zu sehen. 2008 spielte sie neben Sienna Miller in The Edge of Love mit. Ebenfalls 2008 spielte sie in Die Herzogin die Ehefrau von William Cavendish, 5. Duke of Devonshire. 2009 und 2010 wirkte sie in zwei Kurzfilmen mit. Zudem war sie in den beiden Dramen Last Night und Alles, was wir geben mussten in der Hauptrolle zu sehen. In dem Action-Thriller London Boulevard trat sie an der Seite von Colin Farrell auf.
2012 war sie an der Seite von Steve Carell in der Weltuntergangskomödie Auf der Suche nach einem Freund fürs Ende der Welt zu sehen. Noch im selben Jahr stand sie in Anna Karenina nach Stolz und Vorurteil und Abbitte zum dritten Mal für Regisseur Joe Wright vor der Kamera. 2013 spielte sie mit John Carney, Mark Ruffalo sowie Adam Levine (Maroon 5), der sein Filmdebüt gab, in dem Musikfilm Can a Song Save Your Life? die weibliche Hauptrolle. Ihre Gesangsparts sang sie selbst. Im Folgejahr 2014 spielte sie an der Seite von Benedict Cumberbatch in The Imitation Game – Ein streng geheimes Leben, der für acht Oscars nominiert wurde und einen Oscar gewinnen konnte. Knightley selbst war in der Kategorie „Beste Nebendarstellerin“ nominiert worden. Außerdem war sie in Grow Up!? – Erwachsen werd’ ich später in der Hauptrolle der Megan Smith zu sehen. 2018 verkörperte sie in dem Fantasyfilm Der Nussknacker und die vier Reiche nach E. T. A. Hoffmanns Erzählung Nussknacker und Mausekönig sowie auf Tschaikowskis Ballett Der Nussknacker die Rolle der Zuckerfee.

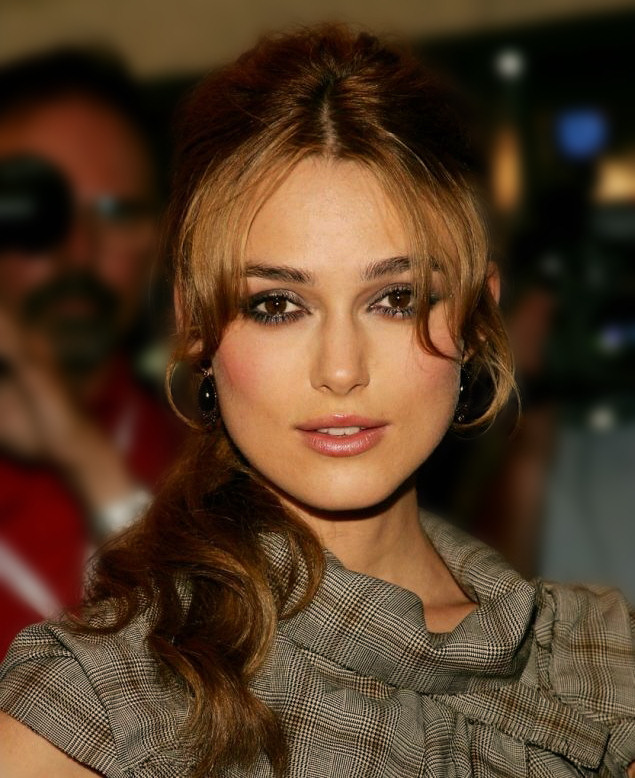
Keira Knightley 2005 beim Toronto Film Festival

## Sonstiges
2007 verklagte Keira Knightley die britische Zeitung Daily Mail wegen deren Behauptung, sie leide unter Essstörungen. Wegen der Berichterstattung sorgte sie sich um zukünftige Rollenangebote. Sie teilte zudem mit, dass ihr die Schwere dieser Krankheit aufgrund von Fällen in ihrer Familie durchaus bewusst sei.
Im April 2009 wurde ein TV-Spot gegen häusliche Gewalt produziert, in dem Knightley die Hauptrolle spielte. Für das britische Fernsehen musste der Spot jedoch um die Szenen gekürzt werden, in denen auf die am Boden liegende Schauspielerin eingetreten wird.
Sie zählt laut Forbes Magazine zu den am besten verdienenden Schauspielerinnen in Hollywood. Allein zwischen Juni 2007 und Juni 2008 erhielt sie Gagen in Höhe von 32 Millionen US-Dollar, damit rangierte sie hinter Cameron Diaz (50 Millionen US-Dollar) auf Platz zwei.

## Filmografie
- 1993: Screen One (Fernsehserie, Folge 5x04 Royal Celebration)
- 1994: Eine unerhörte Affäre (A Village Affair)
- 1995: The Bill (Fernsehserie, Folge 11x39 Swan Song)
- 1995: Unschuldige Lügen (Innocent Lies)
- 1996: Fünf gegen den Rest der Welt (The Treasure Seekers, Fernsehfilm)
- 1998: Rosamunde Pilcher – Heimkehr (Coming Home, Fernsehfilm)
- 1999: Star Wars: Episode I – Die dunkle Bedrohung (Star Wars Episode I: The Phantom Menace)
- 1999: Oliver Twist (Fernsehfilm)
- 2001: Gwyn – Prinzessin der Diebe (Princess of Thieves, Fernsehfilm)
- 2001: The Hole
- 2001: Deflation (Kurzfilm)
- 2002: New Year’s Eve (Kurzfilm)
- 2002: Kick It Like Beckham (Bend It Like Beckham)
- 2002: Thunderpants
- 2002: Ein Kind von Traurigkeit (Pure)
- 2002: Doktor Schiwago (Doctor Zhivago, Fernsehfilm)
- 2002: The Seasons Alter (Kurzfilm)
- 2003: Gaijin (Kurzfilm, Stimme von Kate)
- 2003: Fluch der Karibik (Pirates of the Caribbean: The Curse of the Black Pearl)
- 2003: Tatsächlich… Liebe (Love Actually)
- 2004: King Arthur
- 2004: Stories of Lost Souls
- 2005: The Jacket
- 2005: Stolz und Vorurteil (Pride & Prejudice)
- 2005: Domino
- 2006: Pirates of the Caribbean – Fluch der Karibik 2 (Pirates of the Caribbean 2: Dead Man’s Chest)
- 2007: Pirates of the Caribbean – Am Ende der Welt (Pirates of the Caribbean: At World’s End)
- 2007: Abbitte (Atonement)
- 2007: Seide (Silk)
- 2007: Robbie the Reindeer in Close Encounters of the Herd Kind (Fernsehfilm, Stimme von Em)
- 2008: Edge of Love – Was von der Liebe bleibt (The Edge of Love)
- 2008: Die Herzogin (The Duchess)
- 2009: The Continuing and Lamentable Saga of the Suicide Brothers
- 2010: Alles, was wir geben mussten (Never Let Me Go)
- 2010: Last Night
- 2010: Steve
- 2010: London Boulevard
- 2011: Eine dunkle Begierde (A Dangerous Method)
- 2011: Neverland – Reise in das Land der Abenteuer (Neverland, Stimme von Tinker Bell)
- 2012: Auf der Suche nach einem Freund fürs Ende der Welt (Seeking a Friend for the End of the World)
- 2012: Anna Karenina
- 2012: Stars in Shorts
- 2013: Can a Song Save Your Life? (Begin Again)
- 2014: Jack Ryan: Shadow Recruit
- 2014: Grow Up!? – Erwachsen werd’ ich später (Laggies)
- 2014: The Imitation Game – Ein streng geheimes Leben (The Imitation Game)
- 2015: Everest
- 2016: Verborgene Schönheit (Collateral Beauty)
- 2017: Pirates of the Caribbean: Salazars Rache (Pirates of the Caribbean: Dead Men Tell No Tales)
- 2017: Red Nose Day Actually (Kurzfilm)
- 2018: Colette
- 2018: Der Nussknacker und die vier Reiche (The Nutcracker and the Four Realms)
- 2019: Official Secrets
- 2019: Niemandsland – The Aftermath (The Aftermath)
- 2019: Berlin, I Love You
- 2020: Die Misswahl – Der Beginn einer Revolution (Misbehaviour)
- 2021: Charlotte (Stimme von Charlotte Salomon)
- 2021: Silent Night – Und morgen sind wir tot (Silent Night)
- 2023: Boston Strangler
- 2023: The Sound Collector (Fernsehserie, 60 Folgen)
- 2024: Black Doves (Fernsehserie, 6 Folgen)

## Theater
- 2009/2010: The Misanthrope (Molière: Der Menschenfeind), Jennifer/Celimene, Comedy Theatre, London
- 2011: The Children’s Hour (Lillian Hellman: Kinderstunde), Comedy Theatre, London (zusammen mit Elisabeth Moss)
- 2015: Therese Raquin (Thérèse Raquin), Drama Theatre, Broadway (New York City)

## Auszeichnungen & Nominierungen (Auswahl)
Oscars:

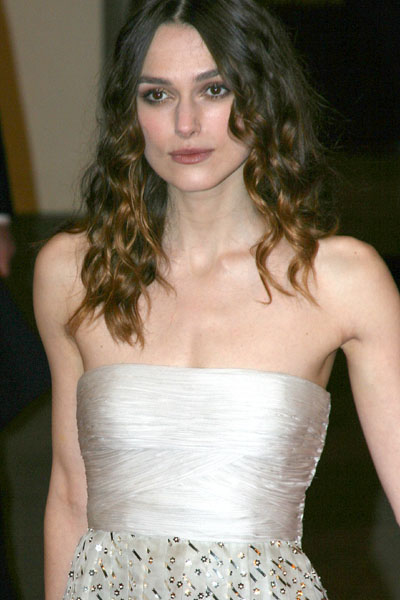
Knightley 2008 bei der Verleihung der British Academy Film Awards

- 2006: nominiert in der Kategorie Beste Hauptdarstellerin für Stolz und Vorurteil
- 2015: nominiert in der Kategorie Beste Nebendarstellerin für The Imitation Game – Ein streng geheimes Leben

Golden Globe Awards:
- 2006: nominiert in der Kategorie Beste Hauptdarstellerin – Komödie oder Musical für Stolz und Vorurteil
- 2008: nominiert in der Kategorie Beste Hauptdarstellerin – Drama für Abbitte
- 2015: nominiert in der Kategorie Beste Nebendarstellerin für The Imitation Game – Ein streng geheimes Leben
- 2025: nominiert in der Kategorie Beste Serien-Hauptdarstellerin – Drama für Black Doves

Empire Awards:
- 2002: nominiert in der Kategorie Bestes Debüt in The Hole
- 2003: nominiert in der Kategorie Beste Britische Schauspielerin für Kick It Like Beckham
- 2004: nominiert in der Kategorie Beste Britische Schauspielerin für Fluch der Karibik
- 2005: nominiert in der Kategorie Beste Britische Schauspielerin für King Arthur
- 2006: nominiert in der Kategorie Beste Schauspielerin für Stolz & Vorurteil
- 2007: nominiert in der Kategorie Beste Schauspielerin für Fluch der Karibik 2
- 2008: Beste Schauspielerin für Abbitte

2018 wurde sie für kulturelle und wohltätige Verdienste zum Officer of the Order of the British Empire (OBE) ernannt.

## Deutsche Synchronstimme
Knightley hat keine feste deutsche Synchronstimme. Seit einigen Jahren werden fast ausschließlich Giuliana Jakobeit und Dascha Lehmann im Wechsel besetzt, in früheren Werken sprachen sie auch Marie Bierstedt, Berenice Weichert und Manja Doering.
Giuliana Jakobeit als:
- Gwyn in Gwyn – Prinzessin der Diebe (2001)
- Lara Antipova in Doktor Schiwago (2002)
- Elizabeth Swann in Fluch der Karibik, Pirates of the Caribbean – Fluch der Karibik 2 (2006) und Pirates of the Caribbean – Am Ende der Welt (2007)
- Vera Phillips in The Edge of Love – Was von der Liebe bleibt (2009)
- Ruth in Alles, was wir geben mussten (2010)
- Joanna Reed in Last Night (2010)
- Charlotte in London Boulevard (2010)
- Cathy Muller in Jack Ryan: Shadow Recruit (2014)
- Megan in Grow Up!? – Erwachsen werd’ ich später (2014)

Dascha Lehmann als:
- Juliet in Tatsächlich… Liebe (2003)
- Domino Harvey in Domino (2005)
- Elizabeth Bennet in Stolz und Vorurteil (2005)
- Cecilia Tallis in Abbitte (2007)
- Sabina Spielrein in Eine dunkle Begierde (2011)
- Anna Karenina in Anna Karenina (2012)
- Penny in Auf der Suche nach einem Freund fürs Ende der Welt (2012)
- Gretta in Can a Song Save Your Life? (2013)
- Joan Clarke in The Imitation Game – Ein streng geheimes Leben (2014)